# Sikorsky S-43
El Sikorsky S-43 Baby Clipper fue un avión anfibio bimotor fabricado en los Estados Unidos durante los años 30 del siglo XX por la firma estadounidense Sikorsky Aircraft.

## Diseño y desarrollo

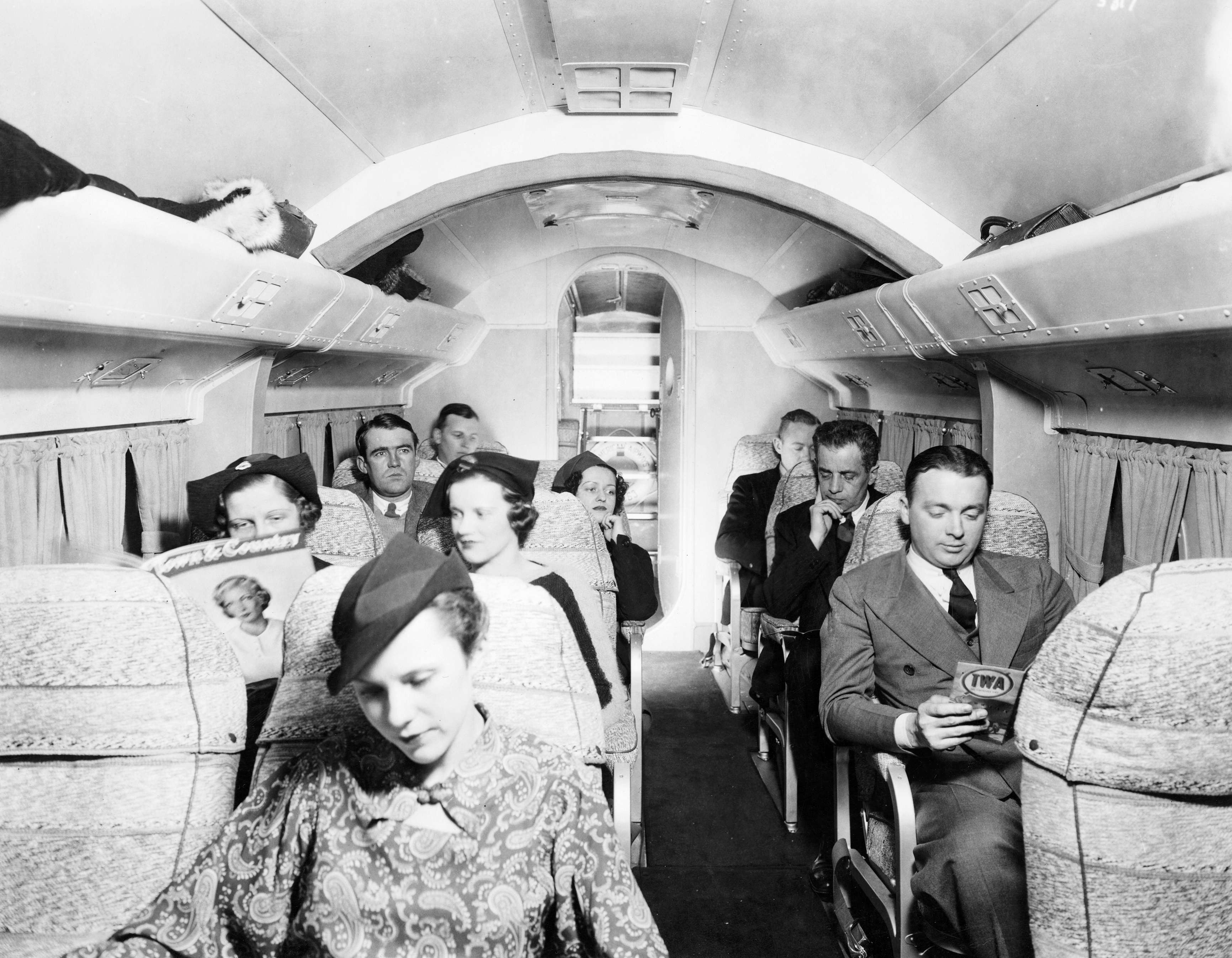
Cabina del S-43.

El S-43 voló por primera vez en 1935, y era una versión más pequeña del Sikorsky S-42 "Clipper". Acomodaba entre 18 y 25 pasajeros, con una cabina delantera separada para dos tripulantes. El S-43 fue conocido como "Baby Clipper" en el servicio de las líneas aéreas.
El 14 de abril de 1936, un S-43 con una carga de 500 kg, pilotado por Boris Sergievsky, estableció un récord de altitud para aviones anfibios, cuando alcanzó los 8519,16 m (27 950 pies) por encima de Stamford (Connecticut). A bordo también estaba el diseñador Igor Sikorsky.
En total, se construyeron 53 S-43, incluyendo ejemplares del S-43-B de cola doble.

## Historia operacional

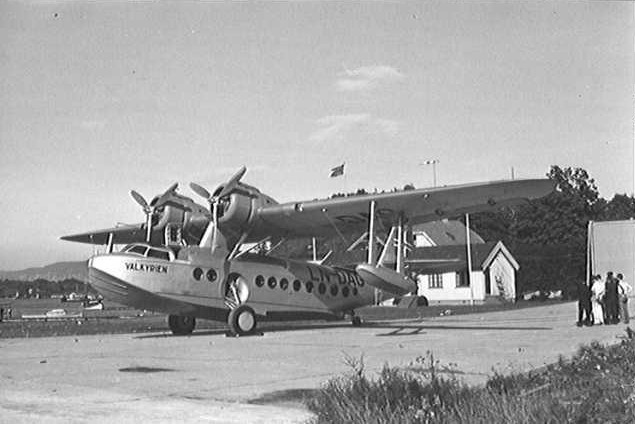
El noruego Sikorsky S-43 LN-DAG Valkyrien en el Gressholmen Airport cerca de Oslo en 1936.

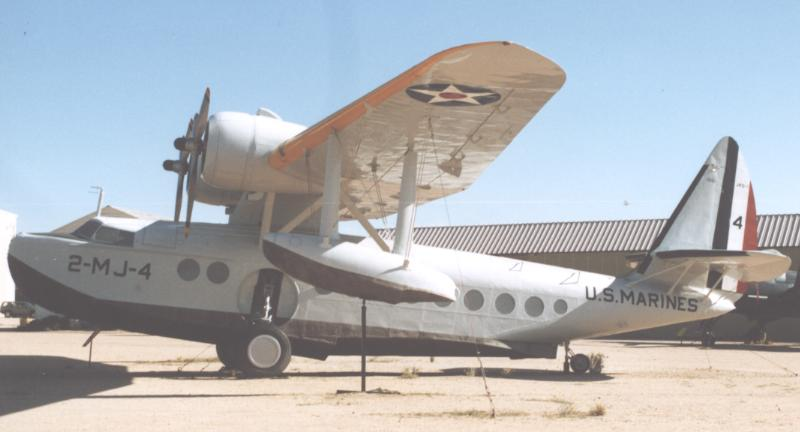
Sikorsky S-43 preservado en el Pima Air & Space Museum, Tucson, Arizona, en 2005, pintado para representar un JRS-1 del USMC del VMJ-2 Squadron.

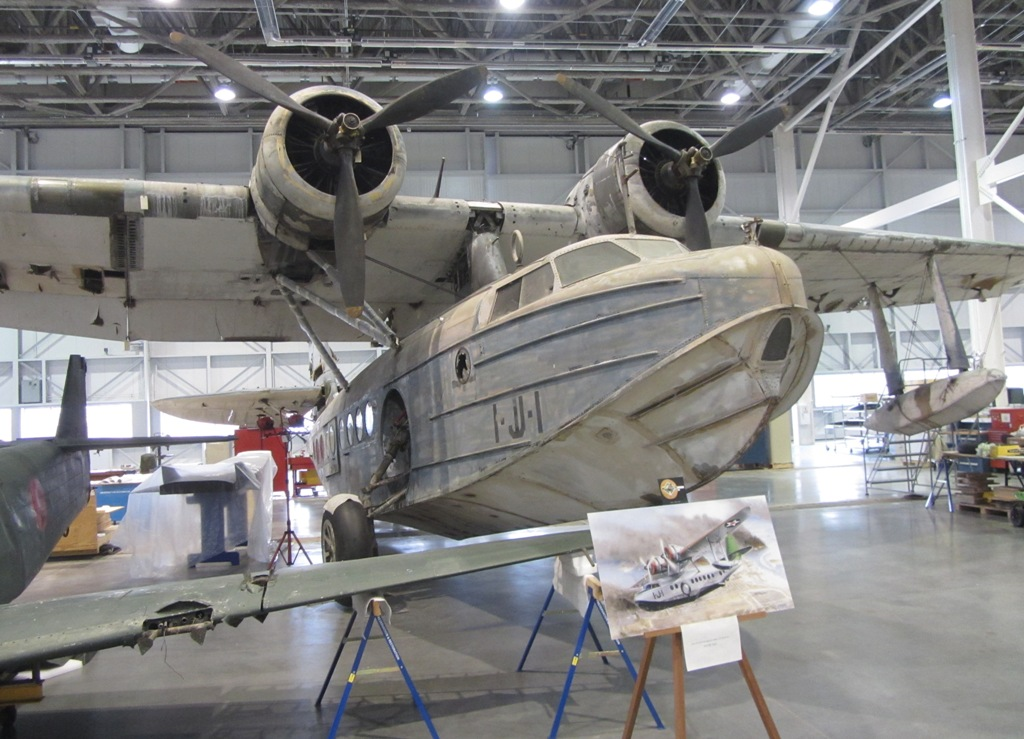
Sikorsky JRS-1 en restauración en el Centro Steven F. Udvar-Hazy.

El S-43 fue usado principalmente por Pan American World Airways para realizar vuelos a Cuba y al interior de América Latina. Inter-Island Airways de Hawái (que cambió su nombre a Hawaiian Airlines en 1941) fue el cliente lanzador del S-43. Inter-Island operó cuatro S-43 para trasladar pasajeros de los Clipper de Pan-Am y residentes locales desde Honolulu al resto de las Islas Hawái. Inter-Island vendió su único ejemplar de cola doble a KLM. Un avión fue comprado por la noruega Det Norske Luftfartselskap. Panair do Brasil operó siete aviones. Cinco S-43 fueron usados entre 1937 y 1945 por la compañía francesa Aéromaritime en una línea colonial entre Dakar (Senegal) y Pointe-Noire (Congo). Reeve Aleutian Airways fue propietaria de dos S-43 en los años 50, uno operativo (el N53294, comprado en 1948 y cambiado por un G-21 en 1957) y otro para repuestos (el fuselaje se encuentra en el Alaska Aviation Heritage Museum). Otro S-43 fue operado en Alaska por un operador desconocido, acabando destruido en Chignik, Alaska, en los años 50.
Cinco aviones fueron adquiridos por el Cuerpo Aéreo del Ejército de los Estados Unidos en 1937, bajo la designación OA-8, y fueron usados para el transporte de carga y pasajeros. La Armada estadounidense compró 17 aviones entre 1937 y 1939 como JRS-1, dos de los cuales sirvieron con el Cuerpo de Marines estadounidense. Un JRS quedaba en servicio al final de 1941.
El Centro Steven F. Udvar-Hazy del smithsoniano Museo Nacional del Aire y el Espacio de Estados Unidos en Virginia exhibe actualmente un Sikorsky JRS-1. Este avión estaba en servicio en Pearl Harbor el 7 de diciembre de 1941.
Dos aviones fueron a manos privadas: Harold Vanderbilt y Howard Hughes. El S-43 N440 de Hughes es el único ejemplar de este modelo en estado de vuelo. Es propiedad de Kermit Weeks y ha sido trasladado de Texas a una instalación de restauración en el Fantasy of Flight Museum en Polk City, Florida, donde espera para ser reensamblado y restaurado.

## Variantes
S-43
Hidrocanoa comercial, 22 construidos.
S-43-A
Variante del S-43 con cambios menores, uno construido.
S-43-B
Variante del S-43 con cambios menores y cola doble, tres construidos.
S-43-H
Variante construida para Howard Hughes con motores Wright GR-1820 Cyclone de 900 hp, uno construido.
S-43-W
Versión con el fuselaje alargado 30 cm y motores Wright Cyclone de 760 hp, tres construidos.
S-43-WB
Versión similar al S-43-W, pero sin tren anfibio, uno construido.
OA-8
Versión del S-43 para el USAAC, cinco construidos.
OA-11
Un ejemplar de S-43 requisado para las USAAF con motores R-1690-S2C de 875 hp.
JRS-1
Versión del S-43 para la Armada estadounidense, 17 construidos.

## Operadores

### Militares
Brasil
- Fuerza Aérea Brasileña

 Chile
- Fuerza Aérea de Chile

 Estados Unidos
- Cuerpo Aéreo del Ejército de los Estados Unidos
- Fuerzas Aéreas del Ejército de los Estados Unidos
- Armada de los Estados Unidos

 Unión Soviética
- Fuerza Aérea Soviética

### Civiles
Brasil
- Panair do Brasil

 Estados Unidos
- Pan American World Airways
- Inter-Island Airways
- Reeve Aleutian Airways

 Francia
- Aéromaritime

 Noruega
- Det Norske Luftfartselskap

 Países Bajos
- KLM

## Accidentes e incidentes
- 2 de junio de 1937: un S-43 de la Fuerza Aérea de Chile (No. 2) capotó en Ancud, Chile, muriendo los nueve ocupantes.[9]
- 2 de agosto de 1937: un S-43B (NC15065) de Pan American-Grace Airways (Panagra) se estrelló en los alrededores de Coco Solo en la Zona del Canal de Panamá, los 14 ocupantes murieron. El avión cayó en espiral en el agua a aproximadamente 145 km/h y resultó destruido por una explosión y fuego inmediatos. La causa más probable del accidente fue el fallo de uno de los motores debido a un sistema de gasolina defectuoso y/o a una inesperada y fuerte lluvia, ya que el piloto comunicó una pérdida de altura dos veces en tres minutos antes del mismo.[10]
- 8 de agosto de 1937: un S-43W (bautizado Chekiang) de la China National Aviation Corporation (CNAC) se fue a pique en Chilang Point, Bias Bay, China, muriendo tres de los cuatro tripulantes; los siete pasajeros sobrevivieron. El hidrocanoa se hundió forzado por el mal tiempo. Grandes olas arrancaron un ala, y los ocho supervivientes se encaramaron a la otra hasta que fueron rescatados.[11]
- 25 de abril de 1938: el Vuelo 105 de Pan Am, un S-43B (NC16932), entró en pérdida y se estrelló al aterrizar en Kingston debido a un fallo de motor; los 18 pasajeros y tripulantes sobrevivieron, pero el avión fue dado de baja.
- 13 de agosto de 1939: un S-43 (NC16933) de Pan Am se estrelló en Guanabara Bay en Río de Janeiro, debido a una pérdida de control después de un fallo de motor, muriendo 14 de los 16 ocupantes.
- 17 de mayo de 1943: Hughes se estrelló con su S-43 en el Lago Mead, muriendo el inspector de la CAA Ceco Cline y el empleado de Hughes Richard Felt. Más tarde, el avión fue recuperado y restaurado a la condición de vuelo.
- 3 de agosto de 1945: el Vuelo 216 de Pan Am, un S-43 (NC15066), se estrelló al aterrizar en la Fort de France Hydrobase debido al mal tiempo y a un error del piloto, muriendo los 14 ocupantes.[12]
- 3 de enero de 1947: un S-43B (PP-PBN) de Panair do Brasil se estrelló en el Río Amazonas, en São Paulo de Olivenca, muriendo 11 de los 14 ocupantes.[13]

## Especificaciones (S-43)
Referencia datos: Jane's, American flying boats and amphibious aircraft : an illustrated history

### Características generales
- Tripulación: Dos
- Capacidad: 19 pasajeros
- Longitud: 15,6 m (51,2 ft)
- Envergadura: 26,2 m (86 ft)
- Altura: 5,4 m (17,7 ft)
- Superficie alar: 72,5 m² (780,6 ft²)
- Perfil alar: raíz: NACA 2218; punta alar: NACA 2212[16]
- Peso vacío: 5783 kg (12 745,7 lb)
- Peso cargado: 8845 kg (19 494,4 lb)
- Planta motriz: 2× motor radial de 9 cilindros refrigerado por aire Pratt & Whitney R-1690-52 Hornet.
  - Potencia: 560 kW (772 HP; 762 CV) a 2100 m (7000 pies) cada uno.
- Hélices: Hamilton Standard tripala de paso variable
- Capacidad de combustible: 380 l en cuatro depósitos alares

### Rendimiento
- Velocidad máxima operativa (Vno): 286 km/h (178 MPH; 154 kt) al nivel del mar (310 km/h a 2100 m (7000 pies))
- Velocidad crucero (Vc): 267 km/h (166 MPH; 144 kt) a 2100 m (7000 pies)
- Alcance: 1247 km (673 nmi; 775 mi) a 2100 m (7000 pies) al 70 % de potencia
- Techo de vuelo: 5800 m (19 029 ft)
- Régimen de ascenso: 5,1 m/s (1004 ft/min)
- Carga alar: 120 kg/m² (24,6 lb/ft²)
- Potencia/peso: 7,9 kg/kW (13 lb/hp)
- Velocidad de aterrizaje: 103 km/h

## Aeronaves relacionadas

### Desarrollos relacionados
- Sikorsky S-42

### Secuencias de designación
- Secuencia S-_ (interna de Sikorsky): ← S-40 - S-41 - S-42 - S-43 - VS-44 - S-45 - VS-300 (S-46) →
- Secuencia OA-_ (Aviones anfibios de observación del USAAC/USAAF, 1925-1948): ← OA-5 - OA-6 - OA-7 - OA-8 - OA-9 - OA-10 - OA-11 - OA-12 - OA-13 - OA-14 →
- Secuencia JR_S (Aviones de Transporte Utilitario de la Armada estadounidense, 1935-1955 (Sikorsky, 1928-1962): JRS - JR2S